# پاشالار
پاشالار (ترکی آذربایجانی: Paşalar) یک منطقهٔ مسکونی در جمهوری آرتساخ است که در استان شوشی واقع شده‌است.